# Michelle L'amour
Michelle L'amour (Orland Park, Illinois; 15 de abril de 1980) es una modelo, bailarina erótica y de neo-burlesque y vedette estadounidense. En 2005 se hizo con el título de Miss Exotic World. Un año después se presentó a la primera edición del programa televisivo America's Got Talent, emitido por NBC, en el que realizó un estriptis en directo, así como en la serie Sexual Healing de Showtime.

## Primeros años y comienzos
Nació en abril de 1980 en el condado de Cook, en el estado de Illinois y comenzó a estudiar ballet, jazz, hip hop, danza moderna y lírica a los 15 años. Comenzó a bailar estriptis burlesco a los 22 años.
Mientras estudiaba en la Universidad de Illinois un título en finanzas, comenzó su carrera como bailarina. Semanas antes de graduarse, comenzó a coreografiar para una revista de rock and roll y a desarrollar lo que más tarde sería su troupe burlesque Lavender (más tarde llamado The Lavender Cabaret).
Ganó el título de Miss Mundo Exótico 2005 con su baile de Blancanieves, luego de tres años como bailarina de burlesque. En noviembre de 2012 actuó en el programa francés La France a un incroyable talent, edición gala de America's Got Talent, donde llegó a semifinales.

## Actuaciones
Ella ha realizado sus números en diversos programas de televisión, incluyendo A Current Affair de Fox Television, en Everything... de la cadena canadiense RED STAR o en The Situation with Tucker Carlson, dirigido por aquel entonces por Tucker Carlson, antes de su paso a Fox News, y que se emitía en MSNBC.
En junio de 2008 abrió su propia escuela de instrucción y baile burlesque, enseñando un método patentado por ella misma y que le ha llevado de gira y a festivales, espectáculos y talleres de todo el mundo.
Durante la cuarentena producida por la pandemia de coronavirus de 2020 produjo Quarantine Cabaret, una serie de eventos y shows en Internet servidos bajo demanda donde seguía realizando números de baile.